# Hermann Gerken

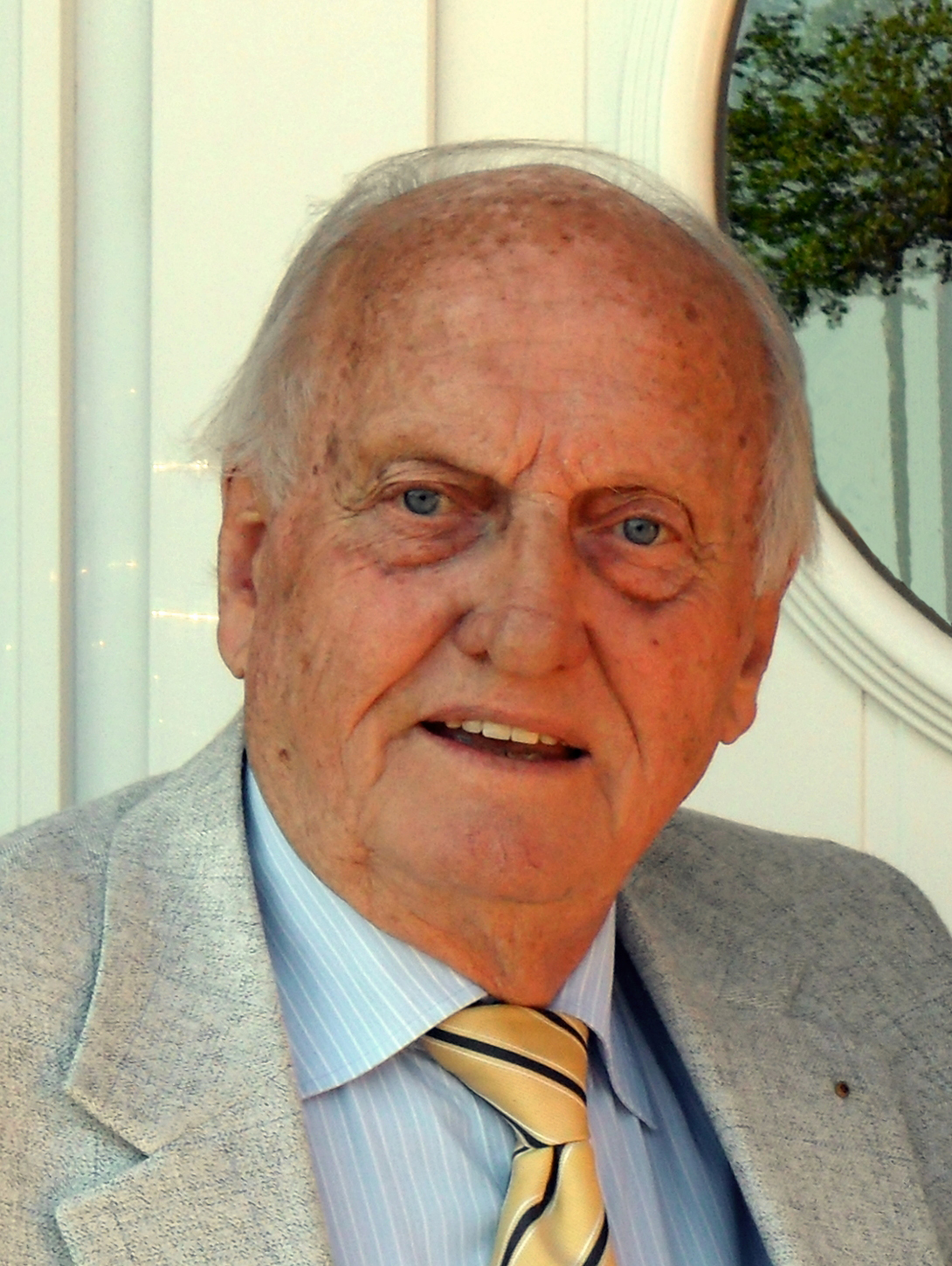
Hermann Gerken 2011

Hermann Albert Gerken (* 28. April 1931 in Otterndorf; † 17. Februar 2024 ebenda) war ein deutscher Kommunalpolitiker (FDP). Von 1972 bis 2011 war er Bürgermeister der niedersächsischen Stadt Otterndorf und wurde dort 2011 zum Ehrenbürgermeister ernannt.

## Leben
Hermann Gerken wurde als Sohn eines promovierten Studienrats in Otterndorf geboren. Neben seinen beiden älteren Schwestern hatte er einen jüngeren Zwillingsbruder, mit dem er in enger Verbundenheit aufwuchs.
Nach dem Besuch des Gymnasiums Cuxhaven und dem Schulabschluss der Mittleren Reife (1949) besuchte Hermann Gerken die Höhere Handelsschule Cuxhaven (bis 1950). Es folgte eine Ausbildung zum Einzelhandelskaufmann und später zum Fotografenmeister. Sein berufliches Leben war durch unterschiedliche unternehmerische Aktivitäten gekennzeichnet. So war er unter anderem Gesellschafter einer Fensterfabrik, Geschäftsführer einer Baugesellschaft, Importeur von kanadischen Holz- und polnischen Ferienhäusern, Inhaber eines Foto- und Sportgeschäftes sowie Immobilienmakler. Im Zentrum seiner beruflichen Tätigkeit stand jedoch sein politisches Schaffen.
Im Jahr 1966 heiratete er. 1968 wurde seine Tochter und ein Jahr später sein Sohn geboren. Hermann Gerken lebte bis zu seinem Tode in seinem Geburtsort Otterndorf.

## Politik
Zur Politik kam Hermann Gerken nach eigenen Aussagen, weil er über die Entwicklung der Stadt Otterndorf frustriert war. Er wurde erstmals 1964 in den Otterndorfer Stadtrat gewählt. Im Jahr 1968 trat er in die FDP ein und wurde im selben Jahr stellvertretender Bürgermeister. Bei der Neubildung der Samtgemeinde Hadeln wurde er 1970 zum ersten Samtgemeindebürgermeister gewählt.  Dieses Amt gab er 1972 auf, um Bürgermeister der Stadt Otterndorf zu werden.
Bei der Kommunalwahl im November 1972 wurde er erstmals Bürgermeister der Stadt Otterndorf, die bis 1977 Kreisstadt des Landkreises Land Hadeln war. Dies gelang ihm als FDP-Mitglied mit der CDU als Koalitionspartner. Diese Konstellation mit Hermann Gerken als Bürgermeister hielt bis November 2011. Die Kommunalwahl 2011 entschied die SPD in Otterndorf mit einer absoluten Mehrheit für sich (50,9 %) und die CDU (28,7 %) und FDP (20,3 %) gerieten erstmals seit langer Zeit in die Opposition. Hermann Gerken war somit nach 39 ununterbrochenen Dienstjahren im Alter von 80 Jahren als Bürgermeister der Stadt Otterndorf abgewählt. Sein Nachfolger wurde der SPD-Politiker Claus Johannßen.
Hermann Gerken war ab 1972 Kreistagsabgeordneter des Landkreises Land Hadeln und nach der Kreisreform (Zusammenlegung der Landkreise Land Hadeln und Wesermünde mit der kreisfreien Stadt Cuxhaven zum Landkreis Cuxhaven) seit 1977 ununterbrochen Kreistagsabgeordneter des Landkreises Cuxhaven. Von 1977 bis zur Kommunalwahl 2011 war er dort Fraktionschef der FDP. Von 1994 bis 1996 war er erster stellvertretender Landrat des Kreises Cuxhaven.
Auf landespolitischer Ebene versuchte er am 12. März 1994 in den Niedersächsischen Landtag einzuziehen. Dieses Vorhaben misslang, da die FDP an der 5%-Hürde scheiterte und das Direktmandat im Wahlkreis Hadeln von Birgit Meyn-Horeis (SPD) gewonnen wurde.

## Wirken
Primäres Ziel des politischen Wirkens von Hermann Gerken war es, die Stadt Otterndorf wirtschaftlich zu entwickeln. Um dies zu erreichen, setzte er früh auf die Entwicklung des Tourismusangebotes in der Stadt und wurde Mitglied in mehreren Ausschüssen und Vereinen (z. B. Vorsitzender des Verkehrsvereins Otterndorf, Vorsitzender der Otterndorfer Werbegemeinschaft), die dieses Ziel ebenfalls verfolgten.
Als Ideengeber entstand während seiner Zeit als Bürgermeister u. a. die Seenlandschaft in Otterndorf, welche hauptverantwortlich für den touristischen Erfolg der Stadt war. Viele weitere Institutionen sind auf das Wirken von Hermann Gerken zurückzuführen, z. B. der Bau der Seelandhallen, die Entwicklung einer Spiel- und Spaßscheune, das mit jährlich über 50.000 Besuchern überregional bekannte Otterndorfer Altstadtfest sowie der Germanische Fünfkampf. Die Übernachtungszahlen in Otterndorf stiegen seit seinem Amtsantritt als Bürgermeister auf über 500.000 pro Jahr. Im Jahr 1998 bekam Otterndorf durch den niedersächsischen Landtag den Titel Nordseebad verliehen, welcher im Jahr 2010 bestätigt wurde und durch das Prädikatisierungsverfahren bis mindestens 2020 Bestand haben wird.
Im wirtschaftlichen Ergebnis der touristischen Entwicklungen der Stadt Otterndorf gelang es Hermann Gerken, gemeinsam mit den jeweiligen Stadträten und Verwaltungsdirektoren, bis 2010 einen stets ausgeglichenen Haushalt vorzuweisen.

## Ehrungen (Auswahl)
- 1991: Goldener Ehrenring der Stadt Otterndorf (für seine Lebensleistung für die Stadt Otterndorf)[13]
- 1997: Heuss-Medaille der Bundes-FDP (für seine liberal-politische Lebensleistung)[14]
- 1998: Goldenes Landkreis-Ehrenzeichen (für 25-jährige Mitgliedschaft im Kreistag)[13]
- 1999: Verdienstkreuz am Bande der Bundesrepublik Deutschland (für 30 Jahre Bürgermeisteramt)[15]
- 2006: Ehrennadel der niedersächsischen FDP (für seine liberal-politische Lebensleistung, als erster Träger)[16]
- 2010: Verdienstkreuz 1. Klasse der Bundesrepublik Deutschland (für 40 Jahre Bürgermeisteramt)[17]
- 2011: Ehrenbürgermeister der Stadt Otterndorf (für seine Lebensleistung für die Stadt Otterndorf)[13]
- 2012: Goldene Ehrennadel der niedersächsischen FDP (für seine liberal-politische Lebensleistung)[18]
- 2012: Ehrenring des Landkreises Cuxhaven (für 40-jährige Mitgliedschaft im Kreistag)[19]
- 2014: Freiherr-vom-Stein-Plakette des Niedersächsischen Städtetages (für 50-jährige Ratsmitgliedschaft)[20]
- 2015: Johann-Heinrich-Voß-Preis der Stadt Penzlin (für Verdienste um die Entstehung der partnerstädtischen Verbindung zwischen Penzlin und Otterndorf)[21]
- 2018: Ehrenbürger der Stadt Otterndorf[22]